# Aeroporto de Oeiras
O Aeroporto de Oeiras (IATA: ***, ICAO: SNOE) é um aeroporto localizado no município de Oeiras, no Piauí. Situado a 227 quilômetros da capital Teresina.